# Mops mops
Mops mops é uma espécie de morcego da família Molossidae. Pode ser encontrada na Tailândia, Malásia, Indonésia e Brunei. Essa espécie foi encontrada por Henri de Blainville, que então, o batizou de mops mops.